# Apă minerală

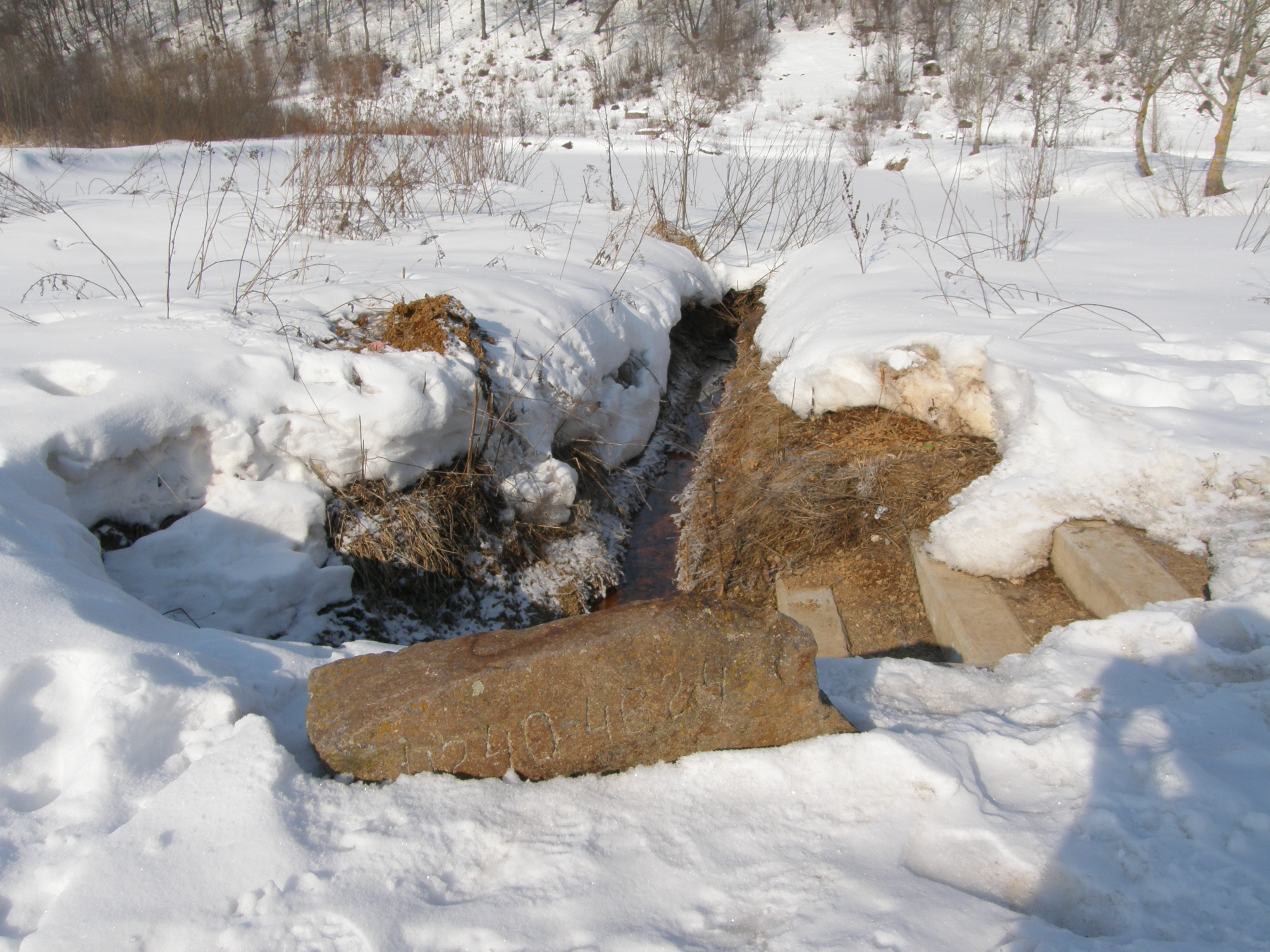
Izvor de apă minerală la Bixad

Apa minerală este o apă potabilă provenită dintr-o sursă naturală (izvor), sau formată artificial (sondă) și care prin structura ei fizică și compoziția chimică, de obicei complexă, poate exercita efecte terapeutice. Are o compoziție chimică constantă, raportată la fluctuațiile anuale.
Food and Drug Administration (FDA) din SUA consideră că este apă minerală acea apă care conține cel puțin 250 de părți per milion solide dizolvate în total (TDS) și care provine de la un izvor (sau o sursă subterană) protejat geologic și fizic. Nici un fel de minerale nu pot fi adăugate la această apă.

## Considerații generale
În sensul concret al termenului, apele minerale trebuie să aibă o anumită origine, să nu fie supuse unor modificări artificiale (exceptând adăugarea de CO2) și să se deosebească de apa potabilă prin felul și cantitatea componentelor, prin proprietățile fizice  și prin calități le terapeutice certificate de o instituție științifică.
În sensul unui efect terapeutic, o apă minerală trebuie: 
- Să îndeplinească așadar anumite calități fizice de temperatură, pH și osmolaritate
- Să îndeplinească anumite calități chimice:
- mineralizare > 1g/l

- prezența elementelor chimice cu acțiune farmacologică dovedită, în concentrație de minim: 1 g/l (CO2), 10 mg/l (Fe),  5 mg/l (Br),  1 mg/l(I), 1 mg/l (H2S),  0.7 mg/l (Ag), F, Mn, Li, acid metaboric și acid salicilic
- compușii radioactivi să fie absenți sau prezenți în limite terapeutice acceptate (<29 nCi= 1000 Bq)
- conținutul în gaze dizolvate cu efecte biologice să fie în concentrații stabile : 1 g/l (CO2), 1 mg/l (H2S)
- să aibă acțiuni fundamentate științific

Apele oligominerale sau oligometalice (acratice) se identifică prin:
- mineralizare totală < 1 g/l
- absența elementelor farmacologic active și a gazelor terapeutice în concentrații minime admise
- efecte clinice de tip terapeutic dovedite

Pentru a fi utilizate terapeutic, apele minerale trebuie să fie pure bacteriologic și să aibă un debit care poate să asigure valorificarea prin metodologia indicată.

## Modalitățile de utilizare ale apelor minerale
Cura externă: balneație externă în bazine sau cadă, piscine și solarii, irigații medicinale, comprese.
Cura internă: crenoterapia (cura de băut), inhalații, pulverizații, gargarisme, irigații vaginale.
Pentru extragere de săruri sau gaze pentru cură sau pentru industrializare.

## Clasificarea apelor minerale
a) Pe baza originii  în: ape de profunzime (juvenile,  ce provin din apa de condensare a magmelor vulcanice), de suprafață (vadoase, provenite din precipitații infiltrate în sol și mineralizate la nivelul rocilor, pe fondul reactivității date de CO2, O3, N2  provenit din atmosferă), din pânzele subterane captive (veterice, fosile, de zăcământ)
b) Pe baza vitezei de circulație în ape: cu dinamică mare  (de cele mai multe ori bicarbonatate, la care circulația rapidă nu permite mineralizarea complexă cum ar fi dizolvarea iodului sau bromului, chiar dacă  acestea sunt prezente în rocă), cu dinamică medie (sulfatate, calcare, magneziene, slab mineralizate),  cu dinamică redusă (sărate, iodurate, bromurate)
c) Pe baza temperaturii în: 
- Termale (echivalent acratoterme la apele oligometalice), cu o temperatură > 20 °C , indiferent de conținutul mineral: hipotermale (20-31 °C), izotermale (32-38 °C), hipertermale (> 38 °C)
- Reci (echivalent acratopege la apele oligometalice), cu o temperatură < 20 °C

d) Pe baza nivelul de mineralizare sunt
- ape cu mineralizãri de peste 1 g/l substanțe solide dizolvate: medie (1-15 g/l), concentrate (15-35 g/l), foarte concentrate (35-150 g/l), de mare concentrație (peste 150g/l)
- ape  cu mineralizãri sub 1 g/l substanțe solide dizolvate sau oligominerale, subîmpărțite la rândul lor în funcție de compoziție sau temperatură

e) Pe baza presiunii osmotice comparată cu soluția izotonă de ser fiziologic (NaCl  9,5 g % ,  325 moli/l) în: hipotone, izotone, hipertone
f) Pe baza pH-ului în: alcaline sau acide
g) Pe baza complexității în simple sau mixte
h) Pe baza compoziției chimice în:
- Apele alcaline și alcalino-pământoase

- Apele alcaline au ionul bicarbonic legat de cationii de Na și K, având originea în rocile sedimentare care conțin carbonați. Se găsesc rar ape alcaline pure, frecvent fiind alcaline mixte (conțin calciu, magneziu, fier, CO2), cu mineralizare slabă.
- Apele alcalino-pământoase au ionul bicarbonic legat de cationii de Ca și Mg și de obicei în asociere cu: NaCl (cloruro-sodice), CO2 (carbogazoase), H2S [[Sulfuri [grupă de minerale)|sulfuroase]]), ionul sulfat (sulfatate), Fe (feruginoase), având caracter mixt

- Apele cloruro-sodice sau sărate conțin minim 1g NaCl/l, au ca origine rocile sedimentare bogate în sare și conțin de obicei și alte substanțe (iod, brom, calciu, magneziu, fier, ionul sulfat) precum și gaze
- Apele iodurate: în practică nu există pure, ci în asociații cloruro-sodice, datorită originii comune sedimentare, sau în cele mixte, alacaline, clorurate, sulfuroase.
- Apele sulfatate provin din depozite bogate în gips. Sunt sodice (glauberiene),  magneziene (amare), calcice (ghipsoase) , vitriolice (combinații cu Fe) și alaunice (combinații cu Al)
- Apele feruginoase sunt de obicei carbogazoase sau mixte, fiind instabile datorită tendinței la oxidare  a ionilor de Fe2+ în Fe3+, ceea ce îi face greu resorbabili. Se preferă așadar cura la izvor. Originea lor este în rocile eruptive  sau sedimentare prin ape de infiltrație ce conțin întotdeauna și CO2.
- Apele arsenicale actual sunt scoase din uz datorită limitei de toxicitate în apa potabilă (0.2 mg As/l)
- Apele sulfuroase provin din depozite de gips sau bitum, dar pot proveni și din acțiuni reducătoare exercitate de bacterii asupra substanțelor organice. Sunt limpezi și incolore la izvor, dar în contact cu aerul, hidrogenul sulfurat se oxidează, ceea ce duce la precipitarea sulfului, de aceea tratamentul cu aceste ape se face la sursă.
- Apele carbogazoase datorită creșterii capacității de dizolvare în prezența acidului carbonic, sunt de obicei mixte: bicarbonatate, cloruro-sodice, feruginoase, sulfuroase
- Apele radioactive care sunt de obicei radonice, sunt folosite numai în cura externă și se împart după gradul de radioactivitate (1 UM = 3.16 x 10-10 Curie/l) în intens (> 100 UM), moderat (50-100 UM) și slab concentrate (< 50 UM)

## Apele minerale îmbuteliate
Se mai numesc și ape minerale de masă. Ele trebuie să aibă un gust plăcut, să nu depună în sticlă precipitat și să nu aibă efecte nocive, chiar dacă sunt consumate în cantități mari.
De principiu sticla trebuie să fie de culoare închisă (pentru a evita efectele destabilizante ale luminii).
Majoritatea apelor de masă conțin CO2. Uneori pentru a crește stabilitatea compușilor în soluție, apele de masă se încarcă artificial cu acesta. De asemeni, pentru a evita precipitarea unele ape sunt deferizate.
În multe locuri, termenul de "apă minerală" descrie cotidian orice tip de apă minerală cu efervescență (uzual carbogazoasă) îmbuteliată, pentru a o deosebi de apă potabilă de la robinet. Apa minerală fără efervescență este identificată cu termenul de apă plată.

## Istoric
| Țara                                                   | Litri/Persoană |
| ------------------------------------------------------ | -------------- |
| Italia                                                 | 198.0          |
| Germania                                               | 155.9          |
| Spania                                                 | 136.5          |
| Belgia                                                 | 129.0          |
| Franța                                                 | 121.9          |
| Elveția                                                | 118.0          |
| Grecia                                                 | 105.4          |
| Ungaria                                                | 102.2          |
| Austria                                                | 96.5           |
| Portugalia                                             | 94.5           |
| Slovacia                                               | 75.2           |
| Polonia                                                | 61.9           |
| Regatul Unit                                           | 26.2           |
| Din celelate țări nu sunt date despre consumul de apă. |                |

În mod tradițional, apele minerale au fost folosite sau au fost consumate direct de la sursa lor, adesea denumite „cure cu ape” sau „cure vindecătoare”, în locuri precum stațiuni de tratament, spa sau băi ori izvoare. Termenul de spa a fost folosit pentru a determina locul în care apa a fost consumată ca băutură și folosită pentru scăldat; termenul de îmbăiere înseamnă locul unde această apă specială a fost folosită în primul rând pentru scăldat, pentru terapie, sau pentru activitățile de recreere; iar termenul de izvor a fost folosit pentru locul în care această apă putea fi consumată. Din timpuri străvechi s-au dezvoltat centre turistice active în jurul majorității acestor locuri cu surse de apă minerală, cum ar fi la Vichy (Franța), Spa (Belgia) și Bath (Anglia). Dezvoltarea turistică a dus la apariția de orașe spa și de hoteluri de hidroterapie (de multe ori cunoscute sub prescurtarea de "hidro").
În timpurile moderne, se obișnuiește ca apa minerală să fie îmbuteliată direct de la sursă și să fie distribuită pentru consum. A călători la locul care deține o sursă de apă minerală pentru a avea acces direct la această sursă este în prezent mai dificil, iar în multe cazuri chiar nu este posibil (din cauza drepturilor exclusive de proprietate comercială asupra acestor izvoare). Există mai mult de 3.000 de mărci de apă minerală la nivel mondial disponibile în lumea întreagă.

## Apa minerală în România
În România se găsesc numeroase izvoare de apă minerală, în stațiuni balneare ca: Govora, Căciulata, Olănești, Călimănești, Biborțeni, Zizin, Bodoc, Vâlcele, Covasna, Borsec, Sângeorz, Vatra Dornei, Băile Slănic, Lipova.